# Iwatsukia jishibae
Iwatsukia jishibae là một loài rêu tản trong họ Cephaloziaceae. Loài này được (Stephani) N. Kitag. miêu tả khoa học lần đầu tiên năm 1965.